# HUmani (CHU Charleroi Chimay)

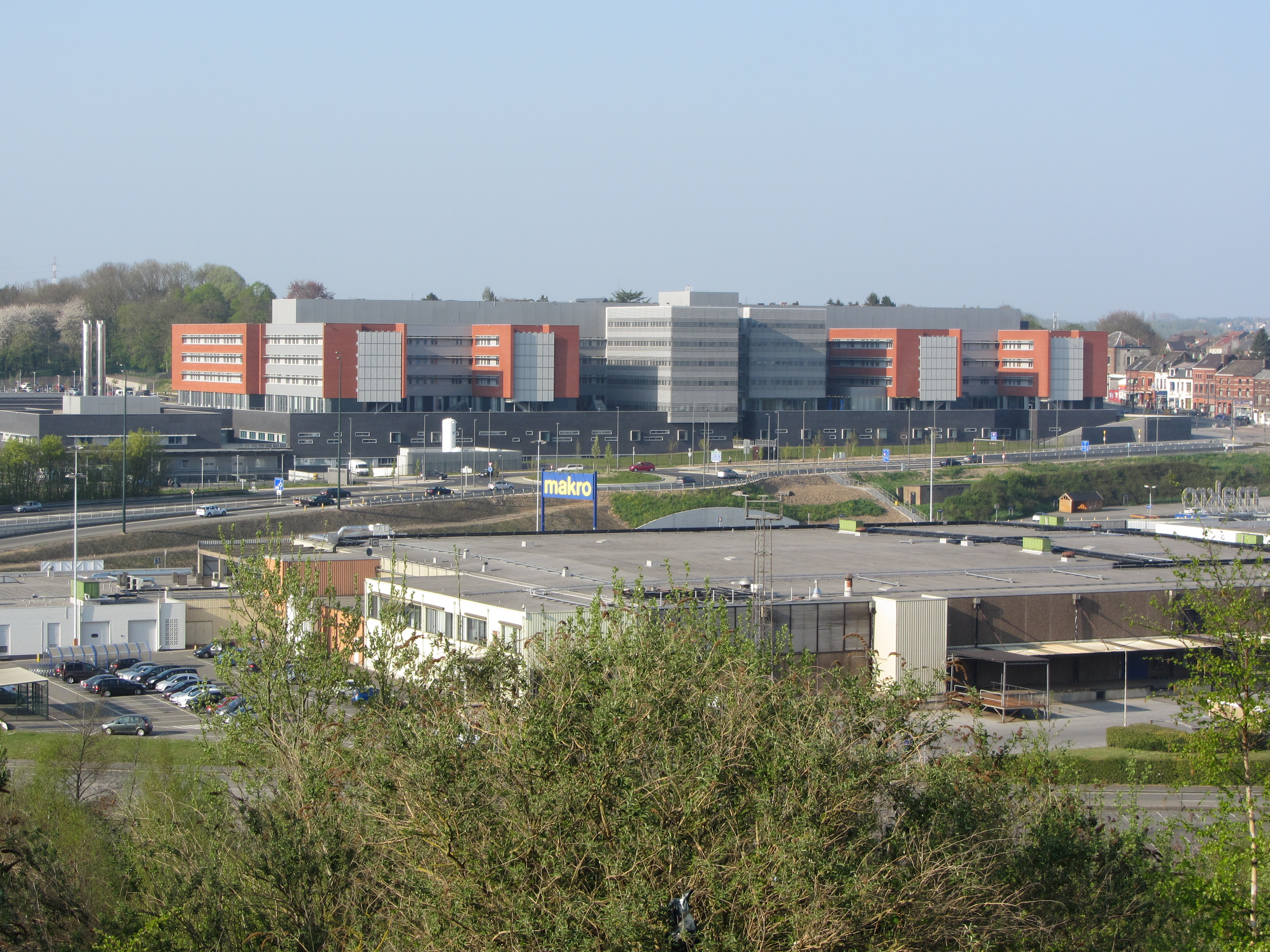
L'hôpital civil Marie Curie à Lodelinsart.

L'intercommunale HUmani (CHU Charleroi Chimay) est une personne morale de droit public sous la forme d'une société coopérative (SC). Le siège social de l'intercommunale se situe à Charleroi.
HUmani constitue l'un des huit réseaux hospitaliers cliniques locorégionaux agréés en Région wallonne. L'intercommunale est le plus grand employeur public de Charleroi Métropole avec plus de 6000 collaborateurs et quelque 700 médecins et prestataires indépendants.

## Historique
Historiquement, des collaborations médicales ont déjà existé entre des institutions hospitalières du service public.
La loi du 28 février 2019 impose aux hôpitaux de se constituer en réseaux hospitaliers locorégionaux. En application de ce nouveau cadre juridique et organisationnel, est créée le 21 septembre 2023 la nouvelle intercommunale HUmani, l’AIHSHSN (Association Intercommunale Hospitalière du Sud Hainaut et du Sud namurois) fusionnant par absorption avec l’ISPPC (l’Intercommunale de Santé Publique du Pays de Charleroi),.
L'ISPPC est elle-même née de la fusion de l'Intercommunale des œuvres sociales de Charleroi (IOS) et du CHU (Hôpital civil), en juin 2000. 

## Sites
L'institution gère un secteur hospitalier de 1506 lits agréés composé de 6 sites hospitaliers : 
- Hôpital civil Marie Curie à Lodelinsart ;
- CHU André Vésale à Montigny-le-Tilleul ;
- Hôpital Léonard de Vinci à Montigny-le-Tilleul ;
- Hôpital psychiatrique Vincent Van Gogh à Marchienne-au-Pont ;
- Centre de Santé des Fagnes à Chimay ;
- Clinique Léon Neuens à Châtelet.

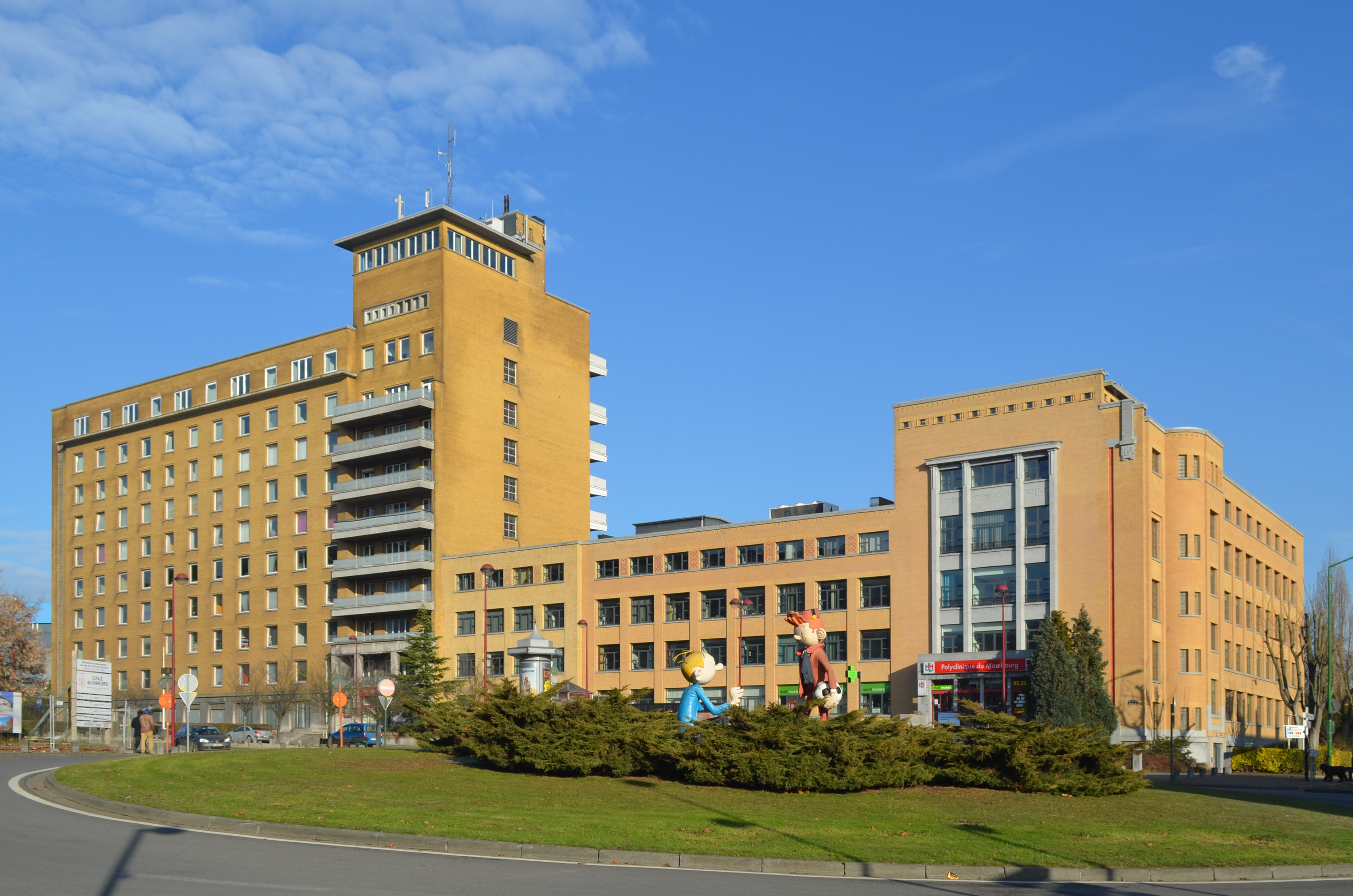
Polyclinique du Mambourg à Charleroi.

À cela, s'ajoutent 7 polycliniques à Lodelinsart, Montigny-le-Tilleul, Charleroi Mambourg, Marchienne-au-Pont, Couvin, Philippeville, Fontaine-l’Évêque ainsi qu'un centre de médecine sportive (Charleroi Sport Santé) et un Centre de Prévention des Violences Sexuelles (CPVS).
L'intercommunale gère également un secteur non hospitalier composé de :
- 3 maisons de repos et de soins : MRS Quiétude (Montigny-le-Tilleul), MRS Pierre Paulus (Châtelet) et MRS Heureux Séjour (Courcelles) ;

- un Pôle Enfance et Adolescence :
  - 7 crèches : Île aux Merveilles, les Bambis, les Câlinous, le Temps qui passe, les Carabouyas, les Marmouzets, les Petits Aventuriers ;
  - un service d’Accueil Extra-Scolaire travaillant dans 50 écoles, des centres de vacances, un service de formation ;
  - un secteur de l’aide à la jeunesse comprenant: 3 services d'Actions en Milieu Ouvert (AMO), une Maison de l’Adolescent, un Service de parrainage, 2 Services Résidentiels Généraux de 60 (Cité de l'Enfance) et 18 places, 2 Services Résidentiels d’Urgence, un service d’accompagnement pour une trentaine de familles et un Service d’Accueil Spécialisé de la Petite Enfance (SASPE) de 40 places.

Depuis 2018, l'intercommunale HUmani a également la propriété de l'Hôpital du Rayon de soleil à Montigny-le-Tilleul, site hospitalier désaffecté depuis une quarantaine d'années. En septembre 2023, a été annoncée la démolition de ce bâtiment. 